# Česko na Halovém mistrovství světa v atletice 1995

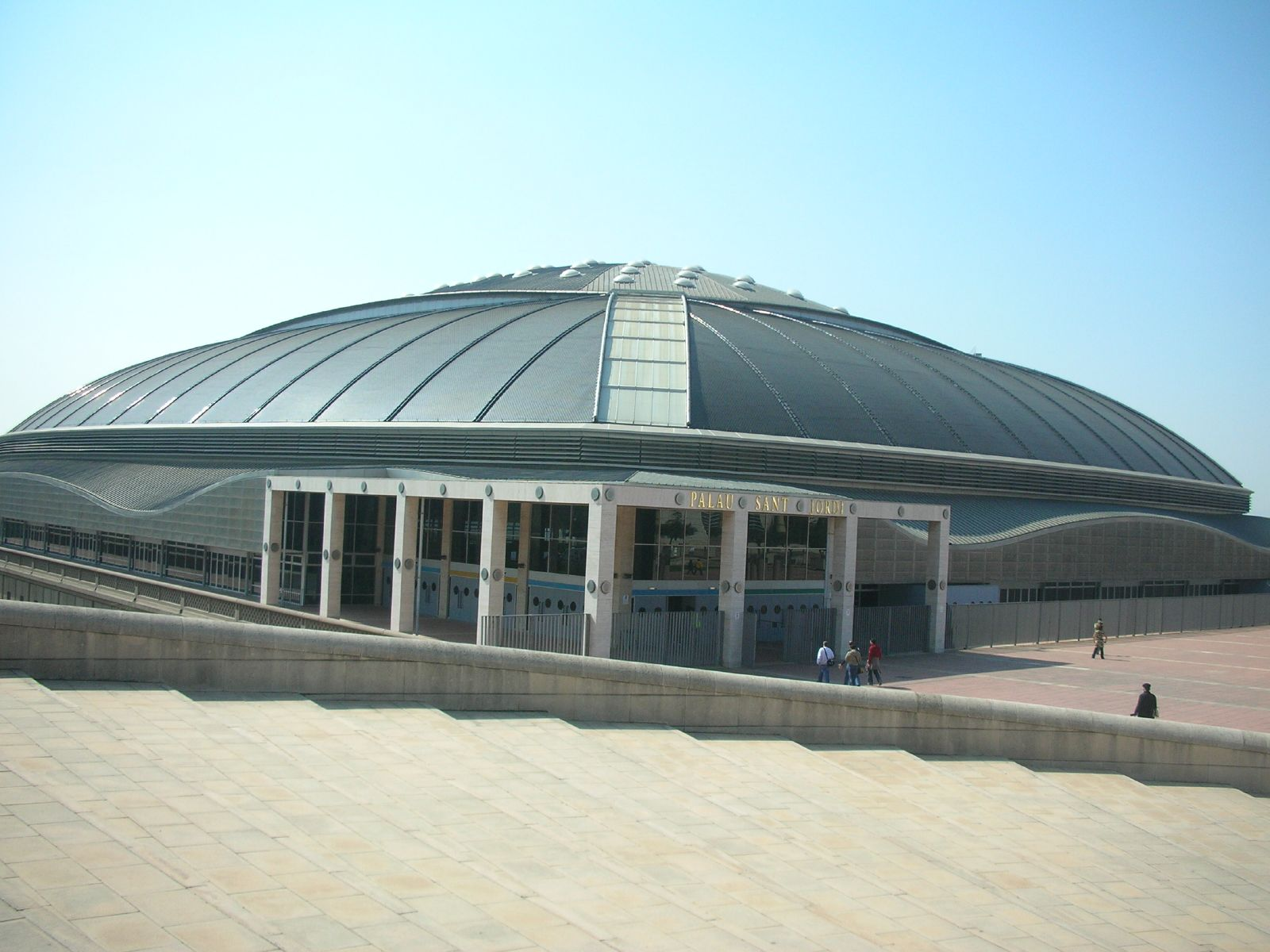
Palau Sant Jordi

Halového MS v atletice 1995 se ve dnech 10. – 12. března účastnilo 15 českých atletů (6 mužů a 9 žen). Šampionát probíhal ve španělské Barceloně, v moderní víceúčelové hale Palau Sant Jordi.
Čeští reprezentanti vybojovali tři cenné kovy. Stříbrnou medaili vybojoval vícebojař Tomáš Dvořák a stříbro získala také ženská štafeta v závodě na 4×400 metrů ve složení Naděžda Koštovalová, Helena Dziurová, Hana Benešová a Ludmila Formanová. Životního úspěchu dosáhl běžec Pavel Soukup. 25. ledna 1995 zaběhl v Ludwigshafenu časem 1:46,38 nový halový rekord v běhu na 800 metrů. Formu udržel také na HMS, kde postoupil do finále a v něm vybojoval výkonem 1:47,74 bronzovou medaili. Těsně pod stupni vítězů, na 4. místě zůstala trojskokanka Šárka Kašpárková.

## Výsledky

### Muži
| Atlet           | Disciplína  | Kvalifikace | Kvalifikace | Rozběh  | Rozběh   | Semifinále | Semifinále | Finále      | Finále           |
| Atlet           | Disciplína  | Výkon       | Umístění    | Výkon   | Umístění | Výkon      | Umístění   | Výkon       | Umístění         |
| --------------- | ----------- | ----------- | ----------- | ------- | -------- | ---------- | ---------- | ----------- | ---------------- |
| Pavel Soukup    | 800 m       |             |             | 1:49,60 | 2.       | 1:49,41    | 5.         | 1:47,74     | Bronzová medaile |
| Jiří Hudec      | 60 m přek.  |             |             | 7,84 s  | 16.      | 7,83 s     | 13.        | nepostoupil | nepostoupil      |
| Jan Netscher    | Skok o tyči | 5,30 m      | 15. (B)     |         |          |            |            | nepostoupil | nepostoupil      |
| Milan Gombala   | Skok daleký | 7,90 m      | 4.          |         |          |            |            | 7,95 m      | 6.               |
| Robert Michalík | Skok daleký | 7,36 m      | 26.         |         |          |            |            | nepostoupil | nepostoupil      |

Sedmiboj
| Tomáš Dvořák  | Sedmiboj    |          |       |                  |
| Tomáš Dvořák  | Disciplína  | Výsledek | Body  | Umístění         |
| ------------- | ----------- | -------- | ----- | ---------------- |
|               | Běh na 60 m | 7,02 s   | 875   | 5. =             |
| Skok daleký   | 7,36 m      | 900      | 4.    |                  |
| Vrh koulí     | 15,84 m     | 841      | 2.    |                  |
| Skok do výšky | 2,04 m      | 840      | 6.    |                  |
| 60 m přek.    | 7,93 s      | 999      | 3.    |                  |
| Skok o tyči   | 4,80 m      | 849      | 7. =  |                  |
| Běh na 1000 m | 2:40,80     | 865      | 1.    |                  |
| Celkově       |             |          | 6 169 | Stříbrná medaile |

### Ženy
| Atletka                                                             | Disciplína    | Kvalifikace | Kvalifikace | Rozběh  | Rozběh   | Semifinále   | Semifinále   | Finále       | Finále           |
| Atletka                                                             | Disciplína    | Výkon       | Umístění    | Výkon   | Umístění | Výkon        | Umístění     | Výkon        | Umístění         |
| ------------------------------------------------------------------- | ------------- | ----------- | ----------- | ------- | -------- | ------------ | ------------ | ------------ | ---------------- |
| Denisa Obdržálková                                                  | 60 m          |             |             | 7,48 s  | 31.      | nepostoupila | nepostoupila | –            | –                |
| Hana Benešová                                                       | 200 m         |             |             | 23,87 s | 13. =    | nepostoupila | nepostoupila | –            | –                |
| Helena Dziurová                                                     | 400 m         |             |             | 53,05 s | 7.       | 53,18 s      | 9.           | nepostoupila | nepostoupila     |
| Naděžda Koštovalová                                                 | 400 m         |             |             | 53,33 s | 12.      | 53,38 s      | 10.          | nepostoupila | nepostoupila     |
| Ludmila Formanová                                                   | 800 m         |             |             | 2:06,32 | 7.       | 2:05,60      | 9.           | nepostoupila | nepostoupila     |
| Andrea Šuldesová                                                    | 800 m         |             |             | 2:05,49 | 6.       | 2:07,25      | 11.          | nepostoupila | nepostoupila     |
| Iveta Rudová                                                        | 60 m přek.    |             |             | 8,37 s  | 24. =    | nepostoupila | nepostoupila | –            | –                |
| Naděžda Koštovalová Helena Dziurová Hana Benešová Ludmila Formanová | 4 × 400 m     |             |             |         |          |              |              | 3:30,27      | Stříbrná medaile |
| Šárka Makówková                                                     | Skok do výšky | 1,85 m      | 16. =       |         |          |              |              | nepostoupila | nepostoupila     |
| Šárka Kašpárková                                                    | Trojskok      | 14,02 m     | 2.          |         |          |              |              | 14,25 m      | 4.               |